# Friedrich Carl von Oppenheim
Friedrich Carl Freiherr von Oppenheim, geboren Friedrich Karl Simon Alfred Freiherr von Oppenheim (* 5. Oktober 1900 in Köln; † 22. November 1978 ebenda) war ein deutscher Bankier und Europapolitiker.

## Leben

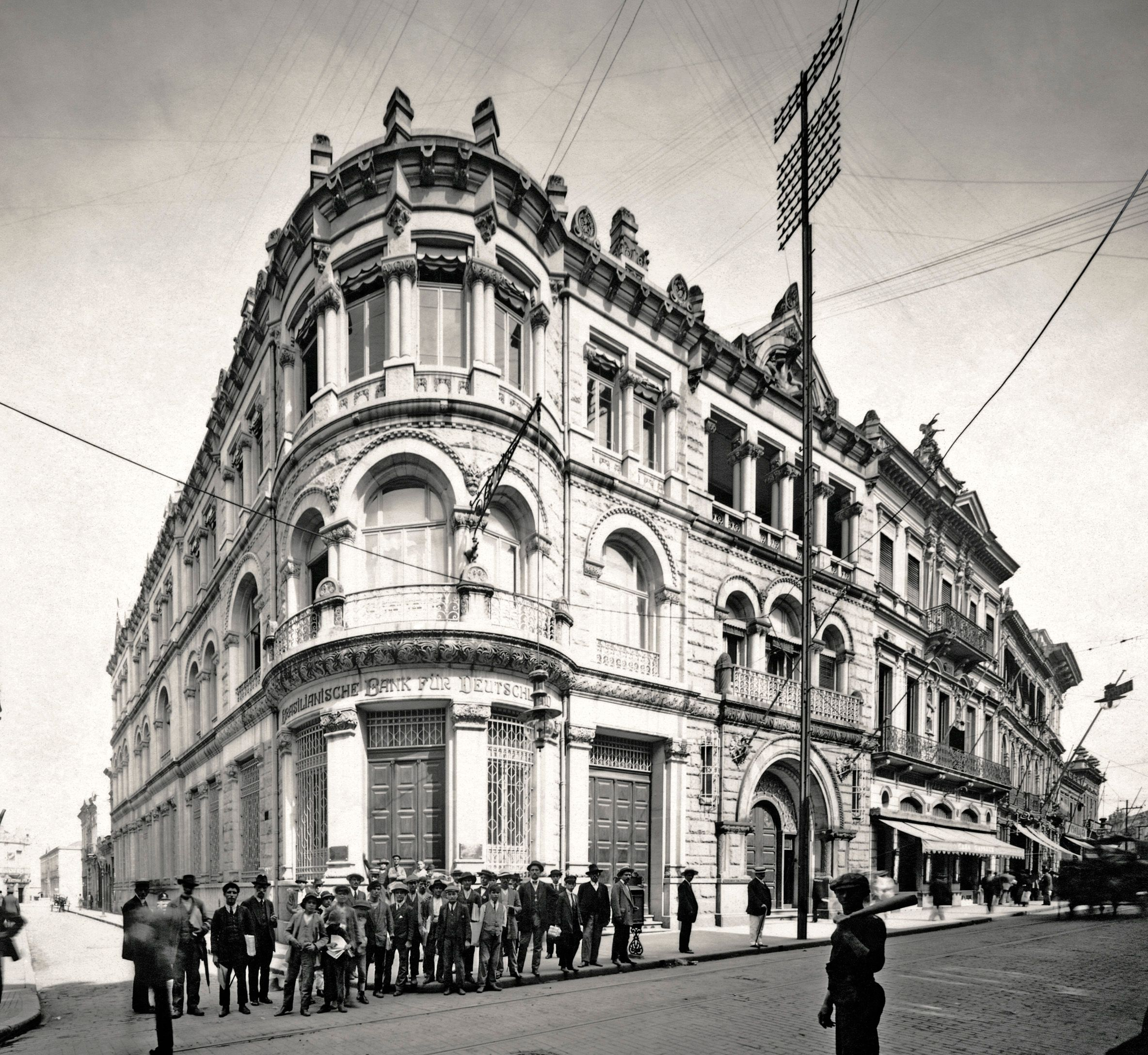
Die Brasilianische Bank für Deutschland in São Paulo, ca. 1910

Friedrich Carl von Oppenheim war Teilhaber und Chef des Bankhauses Sal. Oppenheim jr. & Cie., einer der größten europäischen Privatbanken des 20. Jahrhunderts. Als Sohn des protestantischen Bankiers Simon Alfred Franz Emil von Oppenheim absolvierte er seine kaufmännische Ausbildung im Familienunternehmen, bei der National City Bank of New York und bei der Brasilianischen Bank für Deutschland in São Paulo. 1929 wurde er geschäftsführender Teilhaber der Privatbank seiner Eltern. Später persönlich haftender Gesellschafter und Seniorchef seines Hauses, blieb Oppenheim trotz der jüdischen Vergangenheit seiner Familie während der nationalsozialistischen Herrschaft in Köln. Er wurde von den Nationalsozialisten als "jüdischer Mischling zweiten Grades" ausgegrenzt. Er verlor viele öffentliche und in der Wirtschaft beheimatete Ämter. 1938 musste er mit seinem Bruder Waldemar zusammen auf die Teilnahme an der Führung der Bank verzichten. Der befreundete Bankier und Teilhaber Robert Pferdmenges übernahm die Leitung der Bank und nannte sie in Robert Pferdmenges & Co. um, was 1947 rückgängig gemacht wurde. Die Familie musste zudem 1942 auf Betreiben des Reichsführers SS und Chef der deutschen Polizei Heinrich Himmler das Gestüt Schlenderhan an die Waffen-SS abtreten. 

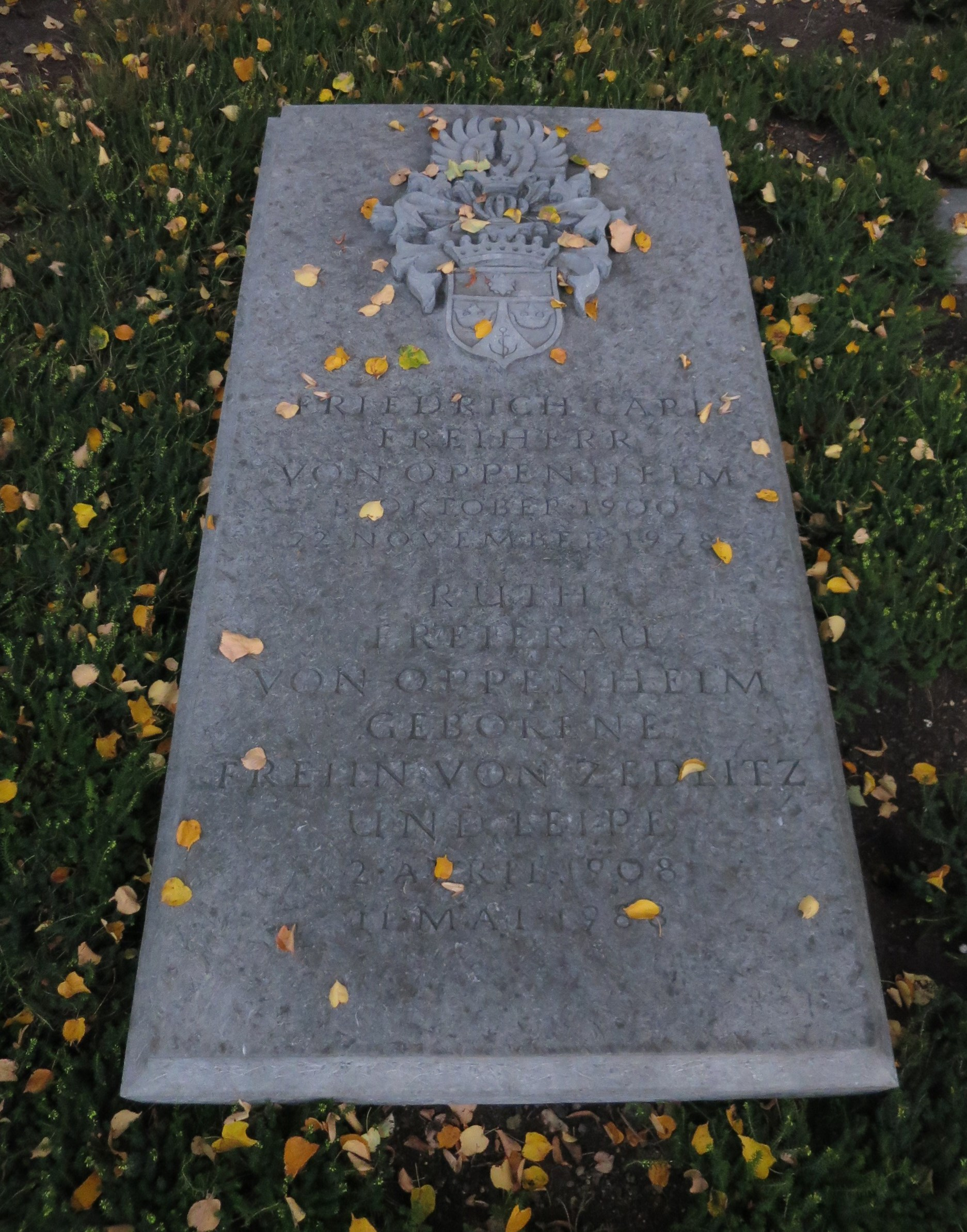
Grabplatte der Eheleute von Oppenheim

1944 wurde Carl Friedrich verhaftet, während sein Bruder Waldemar in Köln untertauchen konnte. Er wurde wegen „Wehrkraftzersetzung“ vor dem Volksgerichtshof angeklagt, gleichzeitig kam die Gestapo seinen Hilfeleistungen für verfolgte Juden in den Niederlanden auf die Spur. Wegen des Kriegsendes kam es nicht zur Verhandlung: Carl Friedrich wurde befreit und kam mit dem Leben davon. Oppenheim widmete sich neben seinem beruflichen Wirken persönlich dem europäischen Einigungsprozess. Seit 1958 stand er als Präsident (seit 1973 Ehrenpräsident) der überparteilichen Europa-Union Deutschland vor. Dem wegen seines luxusbetonten Lebens umstrittenen Oppenheim gelang es in den 1950er und 1960er Jahren von seiner Heimatstadt Köln aus, wichtige Impulse für die Europapolitik in der jungen Bundesrepublik zu setzen.
Die Gedenkstätte von Yad Vashem, Israel, entschied im Jahr 1996, Friedrich Carl Freiherr von Oppenheim postum als „Gerechten unter den Völkern“ für seine Verdienste um die Rettung jüdischer Menschen während der Nazidiktatur zu würdigen.
Von Oppenheim hatte 1931 in Düsseldorf Ruth Helene Margarete Freiin von Zedlitz-Leipe (1908–1988) geheiratet. Sie hatten zwei Söhne und eine Tochter; der älteste Sohn war Alfred von Oppenheim. 
Friedrich Carl von Oppenheim verstarb 1978 im Alter von 78 Jahren in seiner Wohnung in Köln-Marienburg. Die Familiengrabstätte befindet sich auf dem Kölner Friedhof Melaten (HWG, zwischen Lit. K+L).

## Pferderennsport
Friedrich Carl von Oppenheim war Präsident des Kölner Rennvereins. Während seiner Präsidentschaft wurde 1963 der Preis von Europa ins Leben gerufen. Das Galopprennen, das jährlich im Herbst (früher im Oktober, heute im September) auf der Rennbahn in Köln-Weidenpesch gelaufen wird, ist eines der bedeutendsten Galopprennen Deutschlands und zählt zur internationalen Europa-Gruppe 1. Lange Jahre galt der Preis von Europa als das deutsche Pendant zum weltberühmten Prix de l’Arc de Triomphe in Frankreich. Durch die Krise des Galoppsports seit der Jahrtausendwende ist die Dotierung des Rennens für einen solchen Vergleich aber nicht mehr angemessen. Der erste Sieger des Rennens war Opponent, geritten von Hein Bollow.

## Auszeichnungen
- 1963: Bayerischer Verdienstorden
- 1970: Großes Verdienstkreuz mit Stern
- 1975: Großes Verdienstkreuz mit Stern und Schulterband